# Thomas Zechel
Thomas Zechel (* 25. Januar 1965 in West-Berlin) ist ein ehemaliger deutscher Fußballspieler.

## Karriere
Zechel wurde 1983 zusammen mit Manfred Pomp, Thomas Romeikat und Frank Glaß aus der eigenen Jugendabteilung von Bayer 04 Leverkusen in den Profikader übernommen. Der damalige Juniorennationalspieler konnte in seiner ersten Saison zehn Ligaeinsätze verbuchen. Er blieb bis 1988 in Leverkusen, konnte den großen Durchbruch nie schaffen und war meist Ergänzungsspieler. In seiner letzten Saison bei Bayer Leverkusen kam er kaum noch zum Einsatz. Daraufhin wechselte Zechel für eine Saison erst zu Hannover 96, es folgte jeweils eine weitere Spielzeit beim FC Schalke 04 und dem SV Waldhof Mannheim.
Doch auch bei diesen Stationen wurde der Angreifer Zechel nicht so recht glücklich und ging in die 2. Bundesliga zum 1. FC Saarbrücken. Bei den Saarländern blieb Zechel drei Jahre, ehe er seine Laufbahn als Profifußballer beendete.

## Erfolge
- 1988 UEFA-Cup-Sieger mit Bayer Leverkusen
- 1992 Aufstieg in die Bundesliga mit dem 1. FC Saarbrücken